# Radical 89
El radical 89, representado por el carácter Han 爻, es uno de los 214 radicales del diccionario de Kangxi. En mandarín estándar es llamado 爻部, (yáo　bù, «radical “línea de adivinación”»); en japonés es llamado 爻部, こうぶ　(kōbu), y en coreano 효 (hyo).
El símbolo 爻 (yáo) se utiliza para representar cada una de las líneas que comprenden los trigramas del ba gua. Un yáo puede ser una línea continua (⚊), cuando representa el yang o una línea discontinua (⚋), cuando representa el yin.

## Nombres populares
- Mandarín estándar: 爻部, yáo bù.
- Coreano: 효, hyo.

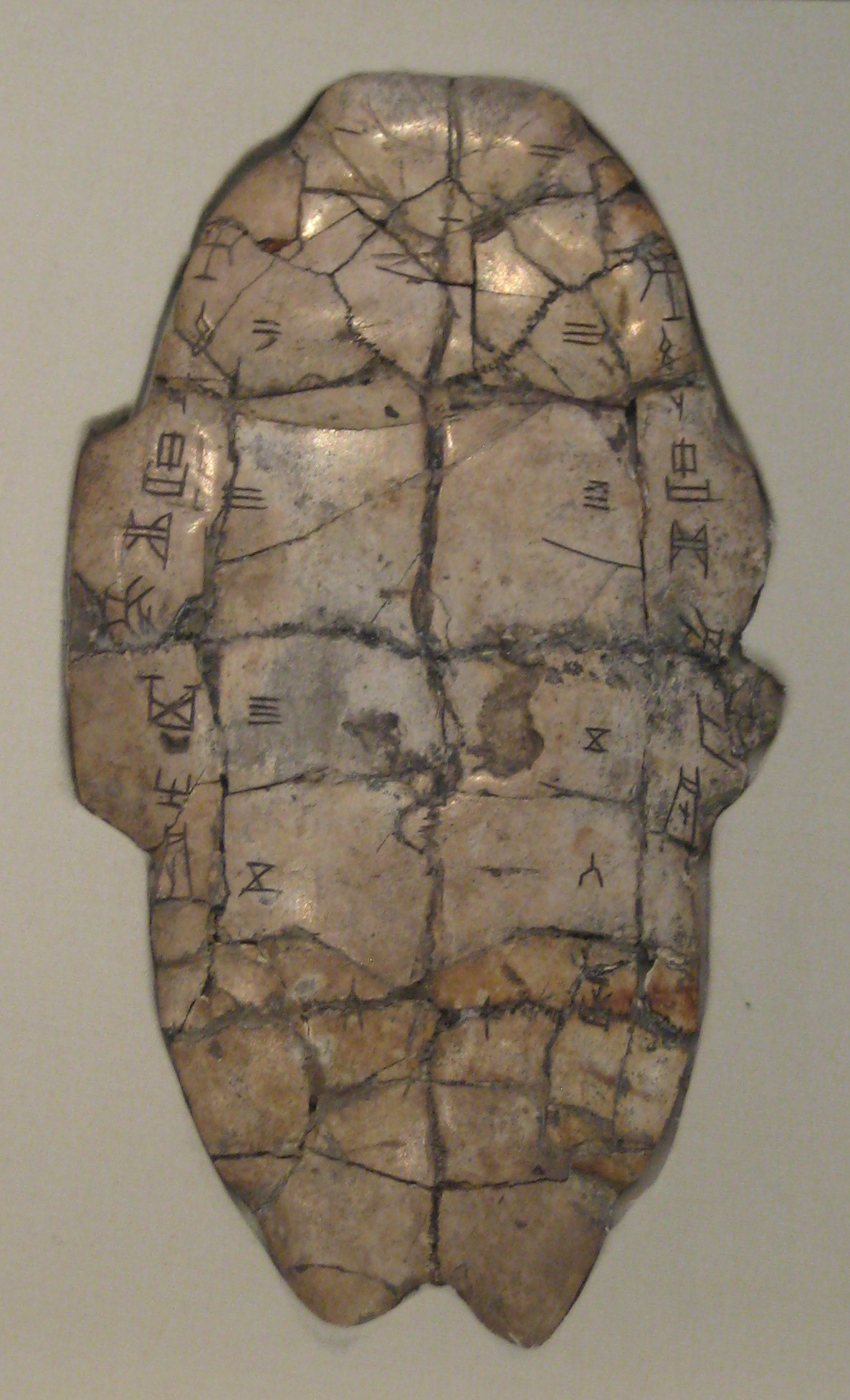
En la antigua China los adivinos escribían la fecha, nombre y la consulta en un hueso o caparazón de tortuga; luego se untaba sangre y se calentaba el hueso hasta que se fragmentaba; la forma de las grietas o roturas era interpretadas por el adivino para responder a las preguntas realizadas.

- Japonés:　メメ, meme «carácter メ (me) de katakana, repetido».
- En occidente: radical «diagrama de adivinación».

## Galería
| Estilos antiguos                                 | Estilos antiguos                  | Estilos antiguos                        | Estilos antiguos                   | Estilos antiguos                   | Estilos empleados actualmente       | Estilos empleados actualmente  | Estilos empleados actualmente    | Estilos empleados actualmente   | Estilos empleados actualmente  |
|                                                  |                                   |                                         |                                    |                                    |                                     | 爻                             | 爻                               |                                 |                                |
| 甲骨文 jiǎgǔwén (escritura de huesos oraculares) | 金文 jīnwén (escritura de bronce) | 简帛 jiǎnbó (escritura de bambú y seda) | 篆文 zhuànwén (escritura de sello) | 篆文 zhuànwén (escritura de sello) | 隸書 lìshū (estilo de los escribas) | 楷書 kǎishū (estilo regular)   | 楷書 kǎishū (estilo regular)     | 行書 xǐngshū (estilo corriente) | 草書 cǎoshū (estilo de hierba) |
| 甲骨文 jiǎgǔwén (escritura de huesos oraculares) | 金文 jīnwén (escritura de bronce) | 简帛 jiǎnbó (escritura de bambú y seda) | 大篆 dàzhuàn (sello grande)        | 小篆 xiǎozhuàn (sello pequeño)     | 隸書 lìshū (estilo de los escribas) | 繁體／繁体 fántǐ (tradicional) | 简体／簡體 jiǎntǐ (simplificado) | 行書 xǐngshū (estilo corriente) | 草書 cǎoshū (estilo de hierba) |

## Caracteres con el radical 89
| trazos | carácter |
| ------ | -------- |
| + 0    | 爻       |
| + 5    | 爼       |
| + 7    | 爽       |
| + 10   | 爾       |